# 積善院
積善院（しゃくぜんいん）は、京都市左京区聖護院中町にある本山修験宗の寺院。総本山聖護院の塔頭。本尊は不動明王、凖提観音。正面には須賀神社・交通神社がある。

## 歴史

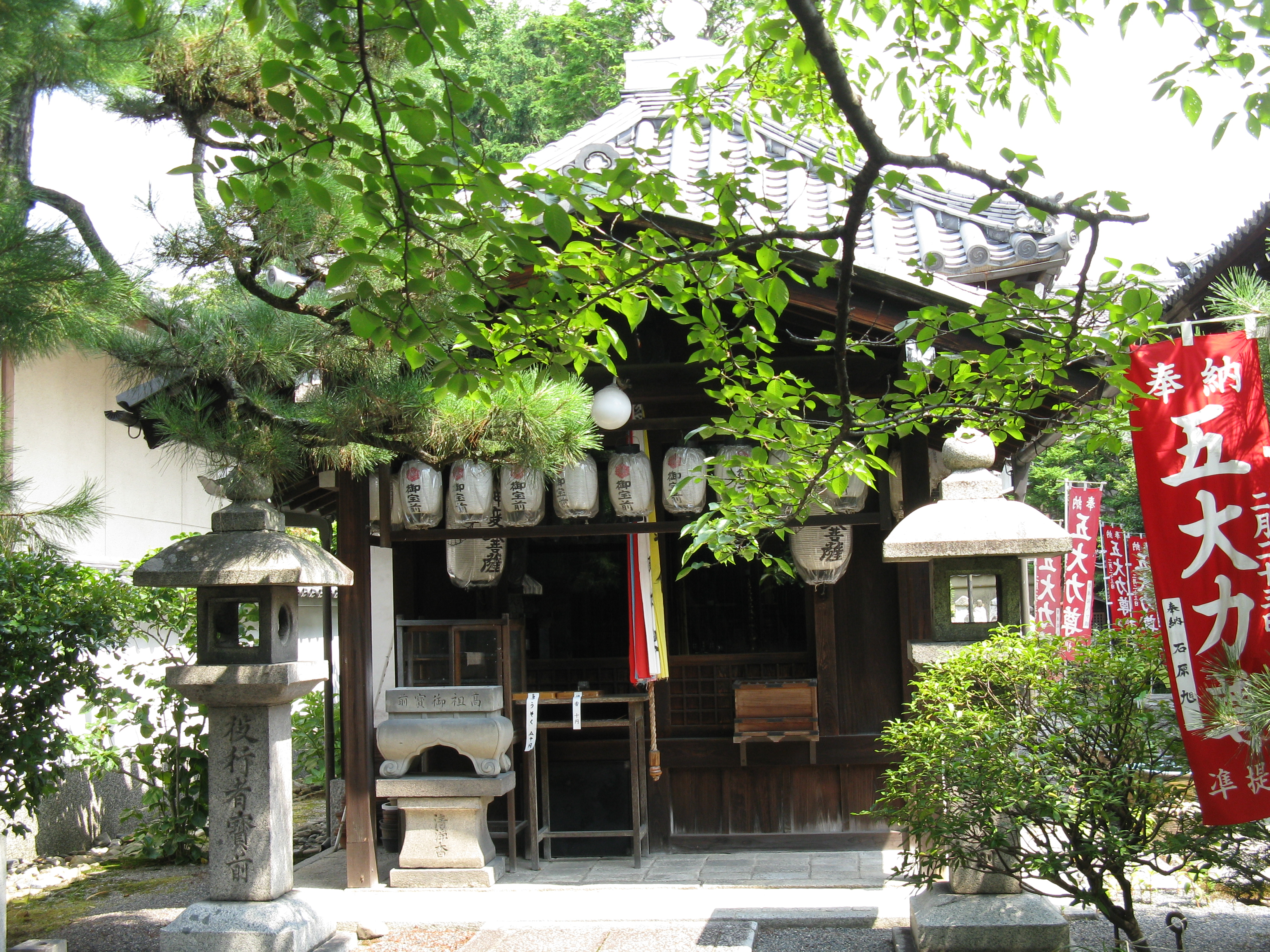
行者堂（元積善院本堂）

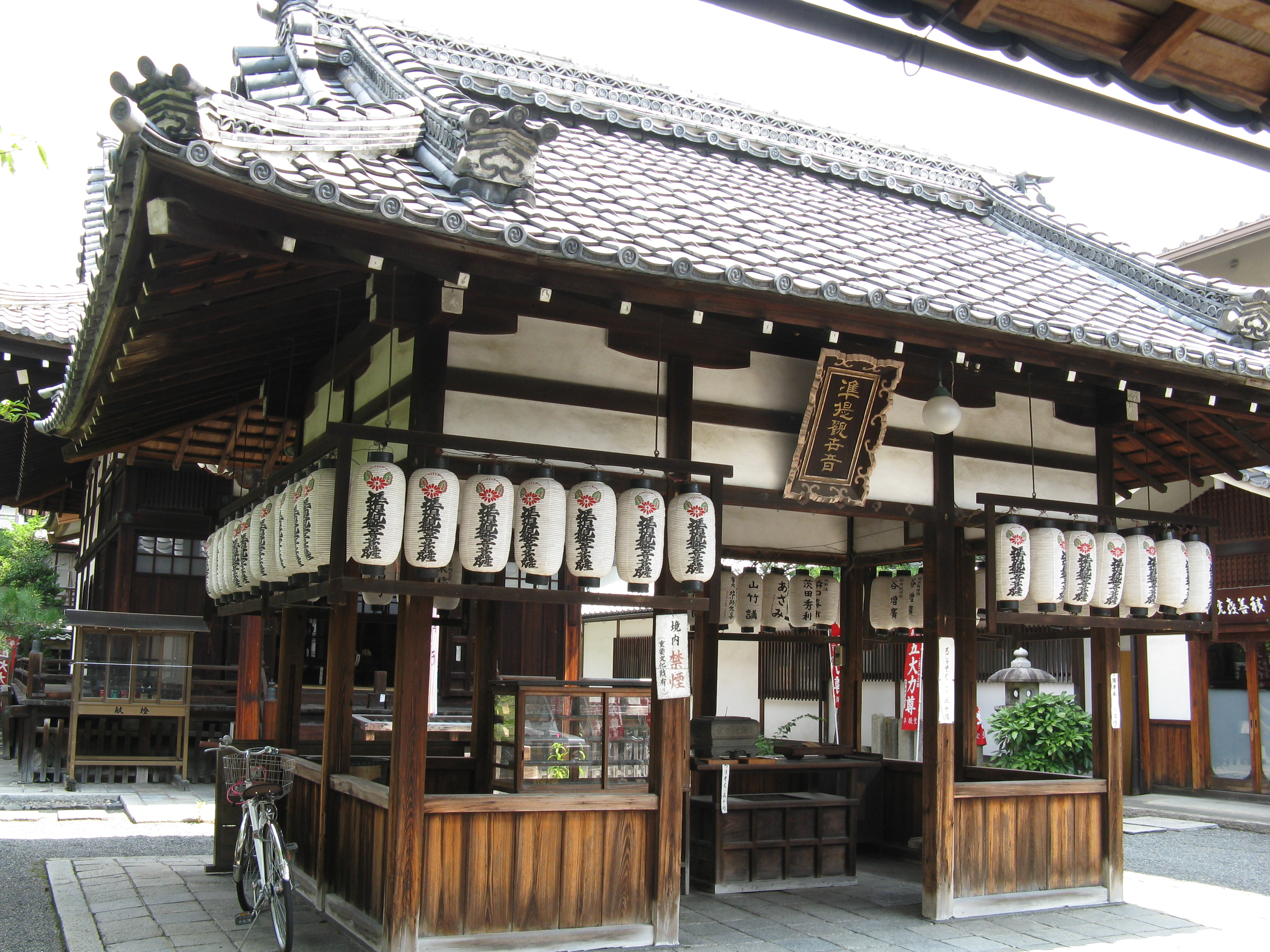
拝堂

鎌倉時代に熊野神社の北西に建立された。不動明王を本尊とし、仏乗院や栴ノ坊（なぎのぼう）とも呼ばれた。聖護院門跡の院家として門跡の業務を代行する本山派山伏の筆頭寺院である。
熊野神社の南東にあり、寛政11年（1799年）に光格天皇の勅願で創建された凖提観音を本尊とする凖提堂を、1880年（明治13年）に積善院は合併している。積善院はその寺基を凖提堂の境内地に移すこととし、凖提堂の本堂を積善院の新たな本堂とし、もとの積善院の本堂はこの地に移築して行者堂とした。これにより、正式名称を「積善院凖提堂」に改めるとともに、積善院は不動明王と凖提観音の両者を本尊とするようになった。
1914年（大正3年）に聖護院の鎮守社跡地である現在地に移転する。
2001年（平成13年）、明治時代に廃寺となった定泉院（創建は17世紀後半）の末裔・森田孝四郎氏より、定泉院の本尊・役行者像と諸仏、更に幕末に定泉院に吸収合併されていた才知院（創建は天明3年（1783年））の本尊・弁財天と諸仏を預かると、2015年（平成27年）に本堂を改築してそれらの像を本堂に祀った。

## 境内
- 本堂 - 元は凖提堂の本堂。1914年（大正3年）に現在地に移築。
- 拝堂
- 行者堂 - 元は積善院の本堂。1914年（大正3年）に現在地に移築。役行者、阿弥陀如来を祀る。
- 崇徳院地蔵 - 別名、人食い地蔵。 崇徳上皇の死後、京都では大火、疫病、飢饉が続き、平清盛までも亡くなってしまった。これを崇徳上皇の祟りであると恐れた都人は崇徳上皇を慰霊しようと崇徳院地蔵を建立した。これが後の時代に発音が「すとくいんじそう」から「ひとくいじそう」と訛ってしまったものである。1899年（明治32年）に京都帝国大学付属病院の建設に伴って積善院に移転された。
- お俊伝兵衛供養塔 - 近松門左衛門の浄瑠璃「近頃河原達引」にちなんだ供養塔。
- 庫裏
- 山門（冠木門）

## 文化財

### 重要文化財
- 木造不動明王立像 - 鎌倉時代初期の作。